# 松阪猛
松阪 猛（まつさか たけし、1939年12月20日 - 2014年10月22日）は、日本の柔道家（講道館9段）。現役時代の階級は中量級および重量級。

## 経歴
大阪府岸和田市出身で、生粋の大阪生まれ・大阪育ち。記録上の講道館入門は1956年3月29日。近畿大学在学中の1962年11月、4日に開催された全日本学生選手権（大阪府立体育会館）で3位入賞し、2週間後の講道館80周年記念全日本体重別選手権（東京体育館）では中量級の部で優勝を果たして、東京五輪代表候補の1人に数えられた。
1963年1月に大阪府警察入り、警察学校卒業後は機動隊特科中隊第2小隊（柔道部）へ赴任。府警のほか警視庁や旭化成、新日本製鉄、博報堂など実業団への出稽古で己の柔道を磨いた。
4月に初出場した全日本選手権では予選リーグで敗れたものの、10月の東京国際スポーツ大会（日本大学講堂）では中量級の部で中央大学の岡野功・韓国の金義泰に次いで3位に食い込んでいる。
1964年の全日本選手権でも予選リーグを勝ち抜く事ができず同年の東京五輪は岡野に代表の座を譲ったが、重量級に階級を変更した11月の全国警察選手権で高知県警の松永満雄に次ぐ準優勝。また翌65年4月の全日本選手権では決勝まで進出し、旭化成の坂口征二に延長3回の末に判定で敗れたものの準優勝という好成績を残した。
その後も全国警察選手権で65・66年準優勝、全日本選手権で66・67年3位と安定した成績が評価され、1967年の第5回世界選手権では前島延行と共に重量級代表として選出。本大会では3回戦でオランダのウィレム・ルスカに敗れて3位に終わった。
6度目の出場となった1968年4月の全日本選手権では前年大会覇者の岡野功や初優勝を狙う試合巧者佐藤宣践、前年の世界選手権無差別級金メダルながら地区予選で敗れ、代表岩釣兼生の負傷のため復活繰り上げ出場した松永満雄らによる混戦が予想される中、「この年がダメなら引退」との覚悟で臨んだ松阪は準決勝戦で掬投による技有で佐藤に優勢勝を収めると、決勝戦ではそれまで一度も勝てなかった岡野を試合終盤の内股によるポイントにて優勢勝で破り念願の初優勝を果たした。身長173cm・体重88kgと小柄な体躯での快挙であった。また大阪府柔道界からの全日本選手権者第1号であり、後に正木嘉美や石井慧らが続いている。
なお、この大会は会場の日本武道館に応援に駆け付けた婚約者が見守る中での優勝で、同年10月に松阪は最大の祝福の中で結婚式を挙行する事ができた。
1969年では全日本選手権では推薦出場するも2回戦で若手の篠巻政利に敗れ連覇ならず。大阪府警大将としての全日本選抜団体優勝大会や全国警察大会における輝かしい活躍記録を残して現役を引退した後は、全日本柔道連盟の強化委員としてフランス国際大会やソ連国際大会等の大会で監督を務めた。大阪府警の監督としても後進の指導に当たっていた1982年、右膝内側に悪性の脂肪肉腫が見つかり入院・手術。コバルト治療の闘病に耐え、歩行困難を壮絶なリハビリで乗り切った松阪は、1984年3月にブダペストで開催されたハンガリー国際大会で、絶望と言われていた現場復帰を約2年ぶりに果たした。1989年5月1日8段昇段。
1994年には母校・近畿大学の柔道師範として同大学を全日本学生優勝大会で初優勝に導き、1999年3月に大阪府警察柔道主席師範を勇退して柔道界から引退した。
2009年には大阪府柔道連盟の組織改革に伴い、同連盟顧問に就任。しかし翌2010年に膵臓とS状結腸に癌が見つかり、手術後もコバルト治療と抗がん剤投与による通院・治療を余儀なくされた。2014年9月初めには脱水症状のため治療入院したが2週間後には水分も受け付けなくなり、10月22日に岸和田市の自宅で家族に看取られながら永眠。74歳没。
なお、柔道界への永年の功績が認められた松阪は2012年4月28日の講道館創立130周年記念式典にて9段に昇段し赤帯を許されている。

## 主な戦績
- 1965年 -　全日本選手権　2位
- 1966年 -　全日本選手権　3位
- 1967年 -　全日本選手権　3位
- 1967年 -　世界選手権 重量級　3位
- 1968年 -　全日本選手権　優勝